# Катсгейс
52°05′24″ пн. ш. 4°17′05″ сх. д. / 52.09° пн. ш. 4.28472° сх. д.
Катсгейс нід. Catshuis — офіційна резиденція прем'єр-міністра Нідерландів (від 1963 року), що використовується для офіційних зустрічей і прийомів; розташована на околиці міста Гааги.
Будівлю звели на місці колишньої ферми (залишки житлових приміщень якої збереглися в лівому крилі будівлі) під назвою нід. Huis Sorgvliet для Якоба Катса, що жив тут з 14 липня 1652 року, і спершу мала лише один поверх.
1675 року маєток перейшов до власності Ганса Віллема Бентінка, камергера штатгальтера Вільгельма III. Його син Віллем Бентінк 1738 року прибудував до споруди дзвіницю.
У 1999—2004 роках будівлю Катсгейс капітально відремонтували відповідно до сучасних норм безпеки та стандартів комфорту.